# Saurolophus
A Saurolophus (nevének jelentése 'fejdíszes gyík', az ógörög σαυρος / szaürosz 'gyík' és λοφος / lofosz 'fejdísz' szavak összetételéből) a nagy méretű hadrosaurina dinoszauruszok egyik neme, amely 70 millió évvel ezelőtt élt a késő kréta korban, Észak-Amerika (Kanada) és Ázsia (Mongólia) területén; azon nemek egyike, amelyek maradványai több kontinensen is fellelhetők.
Megkülönböztető jellemzője a tüskeszerű fejdísz, ami a koponya felső és hátsó részén helyezkedik el. A Saurolophus két és négy lábon történő mozgásra egyaránt képes növényevő volt.
A típusfajról, az S. osborniról, Barnum Brown készített leírást 1912-ben. A másik érvényes fajt, az ázsiai S. angustirostrist, Anatolij Konsztantyinovics Rozsgyesztvenszkij írta le. A harmadik faj státusza bizonytalan, kétséges névnek (nomen dubiumnak) tartják.

## Anatómia
A Saurolophus majdnem hiánytalan maradványok alapján ismert, melyek teljes képet adnak a csontváza anatómiájáról. Az S. osborni a ritkább, albertai faj teste nagyjából 9,8 méter hosszú, a koponyája pedig nagyjából 1 méteres. A tömegét 1,9 tonnára becsülik. A mongóliai faj, az S. angustirostris nagyobb volt; a holotípusa nagyjából 12 méter hosszú, de léteznek beszámolók nagyobb példányokról is. A méretüktől eltekintve a két faj virtuálisan azonos, a köztük levő különbségek még tanulmányozásra várnak.
A legmegkülönböztetőbb jellemzőjük a fejdíszük, ami a fiatalabb egyedeknél is megtalálható, de kisebb méretű. Hosszú, tüskeszerű, és a szemek feletti résztől kiindulva felfelé, illetve hátrafelé nagyjából 45 fokos szögben áll. Gyakran egyszerűnek írják le, de csak a hegyénél az, a belsejében kamrák találhatók, amik a légzőrendszer és/vagy a hőszabályzó rendszer részei lehettek.

## Osztályozás

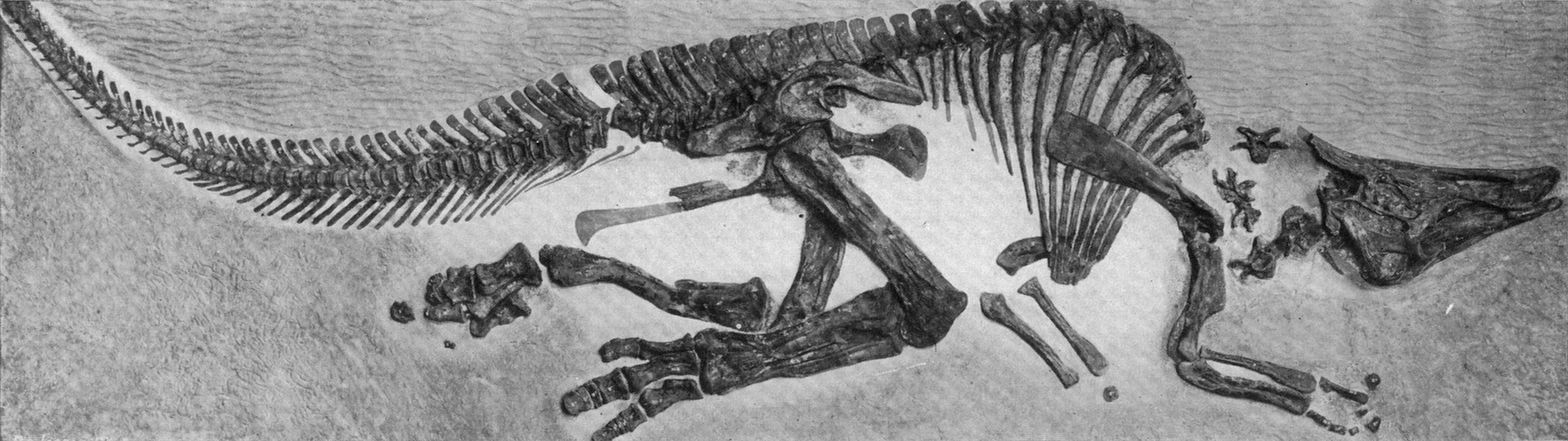
Fénykép Barnum Brown által felfedezett Saurolophus holotípusáról, 1913-ból

Barnum Brown az általa elsőként leírt fajt a Saurolophinae alcsaládba helyezte el, a "Trachodontidae" (=Hadrosauridae) családon belül. Ekkortájt még a családhoz tartozott a Corythosaurus és a Hypacrosaurus, melyek időközben a Lambeosaurinae alcsalád jól ismert tagjaivá váltak. Brown úgy gondolta, hogy a Saurolophus ülőcsontján (ischium) volt egy kiterjedt hegyes rész, amit manapság a lambeosaurinák egyik jellemzőjének tekintenek, de ez a feltételezés úgy tűnik, hogy egy tévesen ehhez a nemhez társított lambeosaurina ülőcsonton alapult. Emellett tévesen úgy vélte, hogy a Saurolophus és a lambeosaurinák fejdíszei ugyanazokból a csontból álltak. A Saurolophinae alcsaládot ma már nem tekintik hitelesnek, azonban a Hadrosauridae család egyik kládja, ami hivatalosan Saurolophini néven ismert, tartalmazza a Saurolophust és időnként néhány másik nemet is ide sorolnak be (beleértve a Kritosaurust és a Prosaurolophust). A Saurolophus egyértelműen a hadrosaurinák közé tartozik, mivel rájuk jellemző csípővel és (ami talán fontosabb) egyszerű fejdísszel rendelkezik.

## Felfedezések története

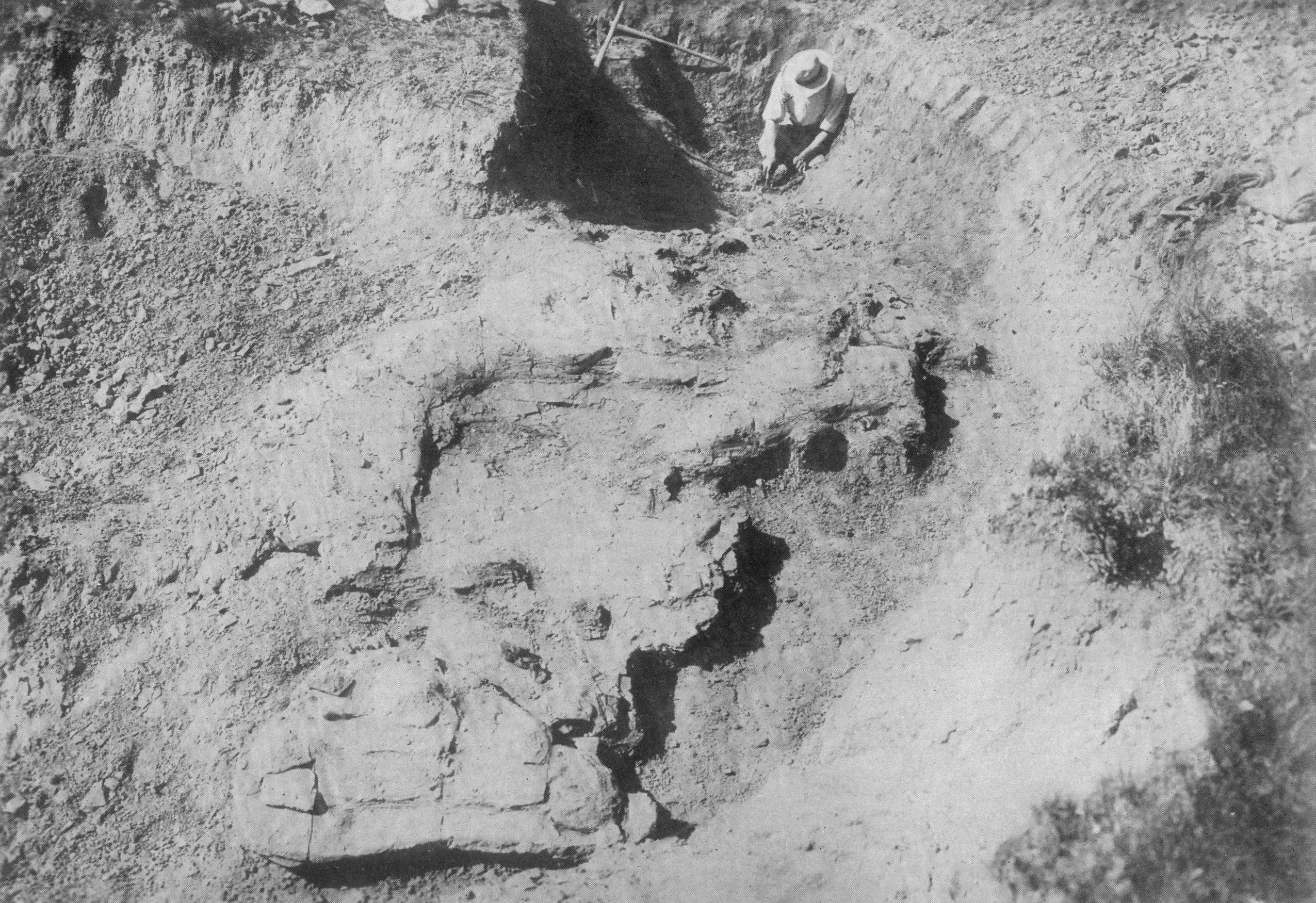
Fénykép a Saurolophus lelőhelyéről, 1913-ból

Barnum Brown elsőként 1911-ben készített leírást a Saurolophus maradványairól, egy hiányos csontváz (az AMNH 5220-as jelzésű lelet) alapján, ami napjainkban az Amerikai Természetrajzi Múzeumban (American Museum of Natural History) látható. Ez volt az egyik legelső majdnem teljes csontváz, amit Kanadában találtak. A Horseshoe Canyon-formáció (mai nevén Edmonton-formáció) kora kréta kori (kora maastrichti) rétegeiből került elő, az albertai Red Deer folyónál levő Tolman Ferry közelében. Brown rövidesen leírást készített a fosszíliáról, egy saját alcsaládot hozva létre a számára. A Saurolophus neve fontos utalás a későbbi hadrosauridákra; a Prosaurolophus („elő-Saurolophus”) és a Parasaurolophus („Saurolophus-közeli”) név is rá utal.
Kevés észak-amerikai maradványt fedeztek fel és írtak le, viszont jóval több került elő Ázsiából, melyek további adatokkal szolgáltak. A korai leletek nem tűntek ígéretesnek; egy részleges, töredezett ülőcsontra bukkantak a kínai Heilongjiangban, melynek Anatolij Nyikolajevics Rjabinyin a S. kryschtofovici nevet adta. Rövidesen sokkal jobb állapotban megőrződött maradványokra bukkantak a kora maastrichti korszakból származó Nemegt-formációban, Mongóliában. 1947 és 1949 között a Lengyel-mongol Őslénytani Expedíció rátalált arra a nagy méretű csontvázra, amit Rozsdesztvenszkij S. angustirostris néven írt le. Több más, különböző fejlődési állapotot képviselő S. angustirostris egyedhez tartozó csontvázat is találtak, így ez a faj vált a legtöbb példány alapján ismert ázsiai hadrosauridává.

### Fajok
Jelenleg két faját tekintik érvényesnek: a típusfajt, az S. osbornit és az S. angustirostrist. Az S. osborni (Brown, 1912) egy koponya és egy csontváz, két további teljes koponya, valamint több koponyatöredék alapján ismert. Az S. angustirostrishoz (Rozsdesztvenszkij, 1952) legalább tizenöt példány tartozik. Az S, kryschtofovicit (Rjabinyin, 1930) már nem tekintik érvényesek; nomen dubiumnak (kétséges névnek), illetve az S. angustirostris szinonimájának számít (habár korábbi, mint az S. angustirostris).

## Ősökológia
Az S. osborni a Horseshoe Canyon-formációban levő életterét olyan dinoszauruszokkal osztotta meg, mint a hadrosauridák közé tartozó Edmontosaurus és az üreges fejdíszű Hypacrosaurus, a hypsilophodontida Parksosaurus, az ankylosaurida Euoplocephalus, a nodosaurida Edmontonia, a szarvas dinoszauruszok közé tartozó Montanoceratops, Anchiceratops, Arrhinoceratops és Pachyrhinosaurus, a pachycephalosaurus Stegoceras, az ornithomimosaurus Ornithomimus és Struthiomimus, néhány kevésbé ismert theropoda a troodontidák és a dromaeosauridák közül, valamint a tyrannosaurida Albertosaurus és Daspletosaurus. Az ebben a formációban élt dinoszauruszokat néha edmontoniakként emlegetik, megkülönböztetve őket a fentebb és lentebb található formációkból származó állatoktól. A Horseshoe Canyon-formációról azt gondolják, hogy erős óceáni hatás alatt állt a kréta időszak nagy részén a kontinens középén húzódó Nyugati Belső Víziút miatt, ami a sekély észak-amerikai epikontinentális tenger részét képezte. Az S. osborni feltehetően jobban kedvelte a szárazföldi területeket.
Az S. angustirostris az egyik legnagyobb növényevő volt a Nemegt-formációban, ahol nem fordultak elő nagy méretű szarvas dinoszauruszok, viszont voltak sauropodák, a theropodák pedig jóval nagyobb változatosságot értek el. Olyan dinoszauruszokkal éltek együtt, mint a ritka, fejdíszes hadrosaurida, a Barsboldia, a lapos fejű pachycephalosaurusokat képviselő Homalocephale és Prenocephale, a nagy testű ankylosaurida, a Tarchia, a ritka saltasauridák közé tartozó Nemegtosaurus és Opisthocoelicaudia, az alvarezsaurida Mononykus, a troodontida Saurornithoides, az oviraptorosaurusok közé tartozó Rinchenia és Nomingia, a struccszerű Gallimimus és Deinocheirus, a therizinosauroidea Therizinosaurus, a tyrannosauridák rokona, a Bagaraatan, valamint a tyrannosaurida Tarbosaurus. A Velociraptor és a Protoceratops lelőhelyeit tartalmazó Djadochta-formációtól és más jól ismert mongóliai területektől eltérően a Nemegtet az albertai Dinosaur Park-formációhoz hasonlóan bővizű területnek tartják.

## Ősbiológia

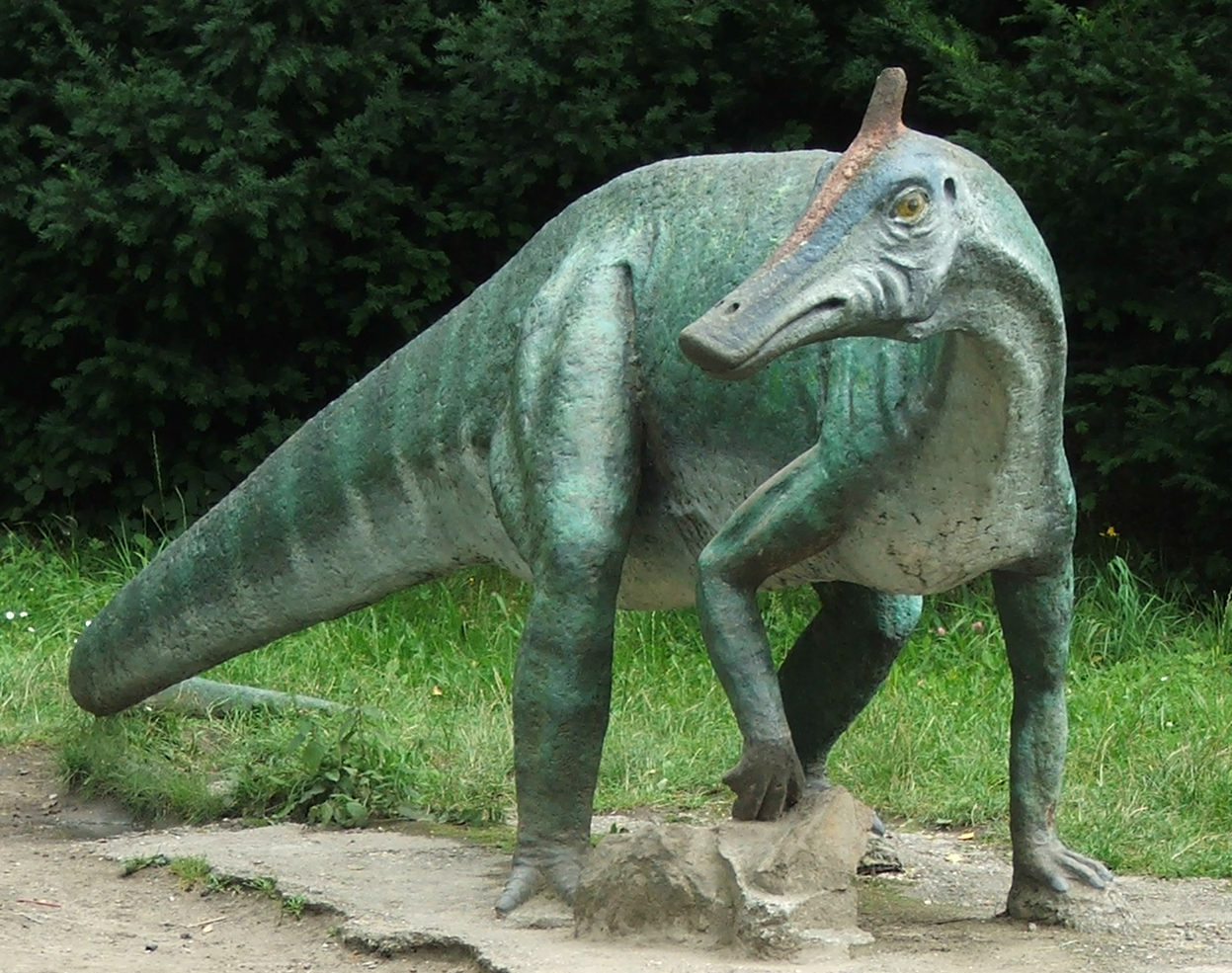
A Saurolophus modellje, a Silesian Central Parkban

Ahogy más hadrosauridák, a Saurolophus is két és négy lábon egyaránt mozgó növényevő volt, amely változatosan táplálkozott. A koponyája a rágáshoz hasonló őrlő mozgást tett lehetővé, a fogai pedig, melyek készletekben százával helyezkedtek el, és amikből egyszerre csupán maroknyi volt használatban, folyamatosan cserélődtek. A növényzetet széles csőrével darabolhatta fel, és egy pofaszerű szerv segítségével tarthatta a szájában. A földtől körülbelül 4 méteres magasságig táplálkozhatott. Az S. angustirostris fontos nagy testű növényevő lehetett a Nemegt-formációban, a Horseshoe Canyon-formációban élő S. osborni azonban ritka volt, és versenyeznie kellett a többi kacsacsőrű dinoszaurusszal (az Edmontosaurusszal és a Hypacrosaurusszal).

### Fejdísz

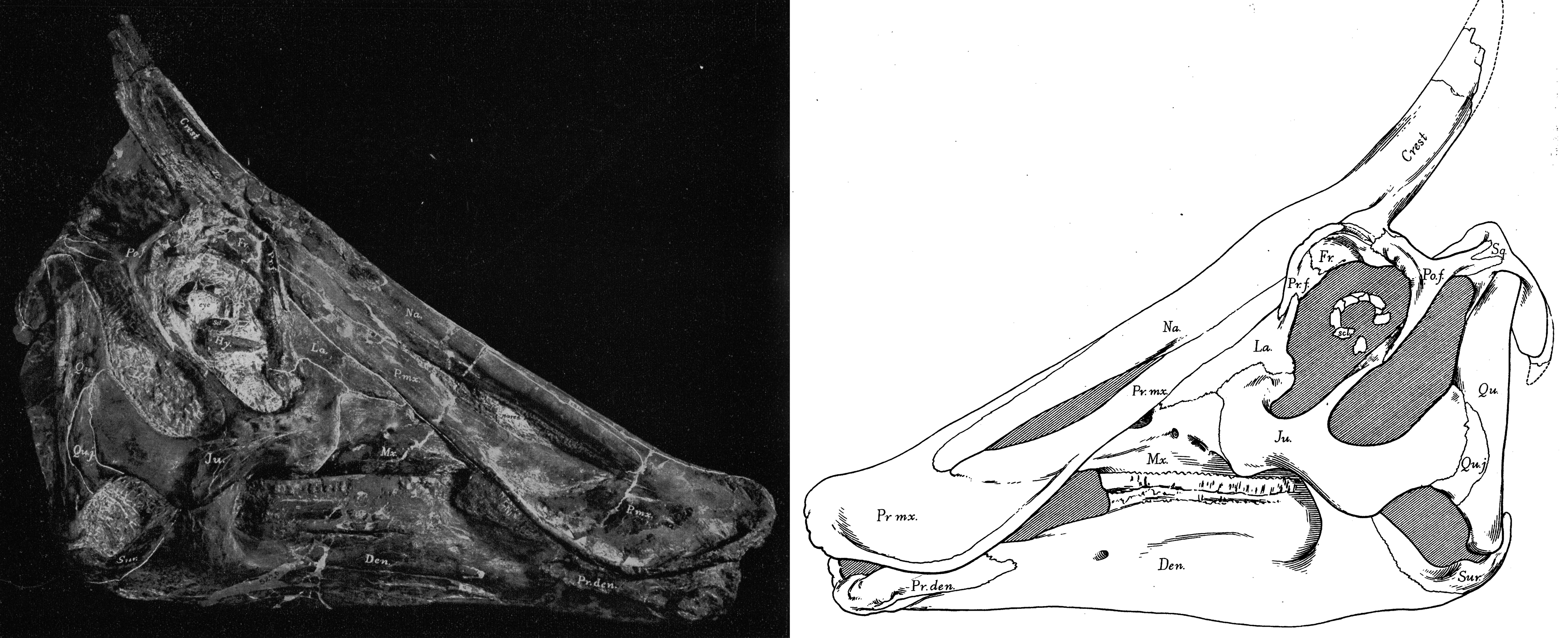
A Saurolophus osborni koponyája

A Saurolophus egyedi tüskeszerű fejdíszét illetően sokféle elképzelés született, és a feltételezés szerint többféle feladatot látott el. Brown a kaméleon fejdíszéhez hasonlította, és felvetette, hogy izomtapadási pontokat biztosított és kapcsolódási pontként szolgált egy olyan hátsó gallérszerű rész számára, amilyen a sisakos baziliszkusznál látható. Peter Dodson szerint a többi kacsacsőrű fejdíszéhez hasonlóan a nemek azonosítására szolgált. Maryańska és Osmólska úgy vélték, hogy az üreges alapja megnövelte az állat légzőkapacitását és segített a hőszabályzásban. James Hopson a vizuális jelző funkciót támogatva azt feltételezte, hogy felfújható bőrlebenyek voltak az orrnyílások felett, amik rezonátorként működtek, és további vizuális jeleket küldtek. Ezt az ötletet a népszerű dinoszauruszokról szóló művek szerzői is átvették, például David B. Norman, aki hosszan fejtegette a hadrosauridák vizuális jelzéseinek lehetőségét, és ennek működéséről egy ábrát is megjelentetett.

## Fordítás
- Ez a szócikk részben vagy egészben  a   Saurolophus című angol Wikipédia-szócikk ezen változatának fordításán alapul.  Az eredeti cikk szerkesztőit annak laptörténete sorolja fel. Ez a jelzés csupán a megfogalmazás eredetét és a szerzői jogokat jelzi, nem szolgál a cikkben szereplő információk forrásmegjelöléseként.

## Külső hivatkozások
- Dinosaurs: The Natural History Museum's Dino Directory – Saurolophus'. [2009. február 19-i dátummal az eredetiből archiválva]. (Hozzáférés: 2008. november 3.)